# Cupido sangra
Cupido sangra är en fjärilsart som beskrevs av Moore 1865. Cupido sangra ingår i släktet Cupido och familjen juvelvingar. Inga underarter finns listade i Catalogue of Life.